# Слава КПСС
Слава КПСС (настоящее имя — Вячесла́в Вале́рьевич Машно́в; род. 9 мая 1990, Хабаровск) — российский рэпер, поэт, стример и баттл-рэпер.
Для творчества музыканта характерен нигилизм, сатирический и провокационный стиль, аморальные и резкие высказывания, в том числе и о других рэп-исполнителях. Участник рэп-группы «Ежемесячные», творческого объединения «Антихайп» при лейбле «Ренессанс», представитель и победитель первого сезона баттл-площадки #SlovoSPB. Своё творчество характеризует как «узкосубкультурный рэп с кучей внутренних приколов».

## Биография

### Ранние годы
Вячеслав Машнов родился 9 мая 1990 года в Хабаровске. В школьные годы рисовал на заказ мультфильмы, позднее торговал психологическими тестами на компакт-дисках, работал в сотовых компаниях и в аквапарке. Учился в Хабаровском институте инфокоммуникаций. Принято считать, что рэп не интересовал Машнова до 2012 года, до этого он увлекался панком и следовал идеям анархизма. В 2012 году Слава познакомился с творчеством Саши Скула и его провокационного сатирического рэп-проекта с нарочито ультраправой идеологией «Бухенвальд Флава». Однако в 2017 году в интервью изданию Meduza Слава признался, что в 2005—2009 годах уже слушал таких рэп-исполнителей, как «Многоточие», «Касту», «Ю.Г.», Смоки Мо, Noize MC, а также рок-исполнителей: Егора Летова, БГ, «Звуки Му», «Алису», «Агату Кристи», «ДДТ» и других. Среди исполнителей, повлиявших на его творчество, Машнов выделял «Ленина Пакет», Babangida, «4 Позиции Бруно», а также лидера «Аукцыона» Леонида Фёдорова.

### Карьера баттл-рэпера (2013—2017)
В 2013 году Слава отправил заявку на участие в баттл-лиге Slovo SPB, где его приняли, и в 2014 году он, под псевдонимом Гнойный, доходит до финала, в котором становится победителем первого сезона, обойдя Дена Чейни — будущего организатора #SlovoSPB. После победы Гнойный получает приглашение на фестиваль SlovoFest в Анапе. В качестве оппонента был предложен Nongratta — организатор Slovo Moscow.
В 2016 году Гнойный становится резидентом лейбла «Ренессанс», под крылом которого образуется творческое рэп-объединение «Антихайп» (в состав которого помимо него вошли СД, Замай и Booker).
Внимание к Вячеславу резко выросло после участия в битве площадок Versus Battle и #SlovoSPB против Эрнесто Заткнитесь в июле 2016 года, где он подверг острой критике Versus и Оксимирона, обвинив его в лицемерии и назвав «жадной до хайпа свиньёй». На том же баттле впервые было использовано цензурирование, по причине использования оскорбительных строчек. На следующий день Мирон Фёдоров вызвал Гнойного на баттл в 2017 году.
В 2016 году на базе #SlovoSPB появился новый формат баттлов под музыкальный бит — 140 BPM. Первым выпуском стал баттл с участием Сони Мармеладовой против рэпера Edik_Kingsta — организатора данной площадки. 4 ноября подобный формат появился на Versus, где Соня Мармеладова также стал первооткрывателем в схватке с Rickey F. На май 2022 года видео имеет более 36 млн просмотров.
4 августа 2016 года Слава КПСС выпускает восьмитрековый мини-альбом «Трудно быть с Богом». В релизе Слава высмеивает трэп, русский рэп про наркотики, а также Pharaoh'а и Басту, пародирует рэпера ATL.
21 сентября 2016 года был издан совместный с Замаем микстейп Hype Train, который состоит из 30 композиций. По мнению портала The Flow, микстейп содержит в себе «оппозиционный и ядовитый баттл-рэп, где Слава и Замай — это „эмси слева“, а весь русский рэп — „эмси справа“». Исполнители затрагивают всех: хейтеров, блогеров, рэперов, в частности Obladaet, Illumate, Oxxxymiron и прочих.
Вячеслав Машнов не раз задевал в своих треках и баттл-выступлениях исполнителя Jubilee, в том числе 6 января 2017 года от имени Валентина Дядьки он выпустил кавер на песню Jubilee «Young Beatles» — «Янг Битлз». В конце января рэпер Jubilee обвинил Гнойного в лицемерии и неискренности, выпустив дисс «Клоун». 2 февраля последовал ответный дисс «Пидор», в котором Слава КПСС обвиняет оппонента в подражании Дрейку и поддержке однополых отношений. На следующий день Гнойный выпустил второй дисс-трек в адрес Jubilee — «Маленький дрэйк», а Jubilee ответный — «Реквием».
В феврале состоялся анонс альбома «Солнце мёртвых», но 4 апреля вышел другой альбом — «Чай вдвоём», совместный с рэпером Aux. Первый сольный альбом вышел 25 октября 2017 года и, по версии портала The Flow, стал 33-м среди лучших отечественных альбомов года.

### Баттл с Oxxxymiron
Баттл с Oxxxymiron, ставший самым ожидаемым в 2017 году, состоялся в рамках 2-го сезона Versus x #SlovoSPB 6 августа. Некоторое время ходили слухи, что Гнойный одержал победу в состязании. За день до публикации видео Вячеслав от имени Валентина Дядьки опубликовал издевательский трек «Охлади мой пыл» (по версии The Flow, он стал седьмым среди лучших песен года), который посвящён Оксимирону, и также высмеял его в Твиттере. После публикации выпуска 13 августа слухи подтвердились: Слава КПСС одолел противника со счётом 5:0. Видео стало резонансным и набрало около 10 миллионов просмотров за первые сутки после публикации. После баттла с участием Гнойного также были опубликованы выпуск Big Russian Boss Show, записанный ещё в мае, и интервью Юрию Дудю для интернет-шоу «вДудь». 16 сентября на телеканале «Культура» был опубликован выпуск передачи «Агора», посвящённый рэп-баттлам, в котором приняли участие Гнойный и Хан Замай.

### Уход из баттл-рэпа (2017—2020)

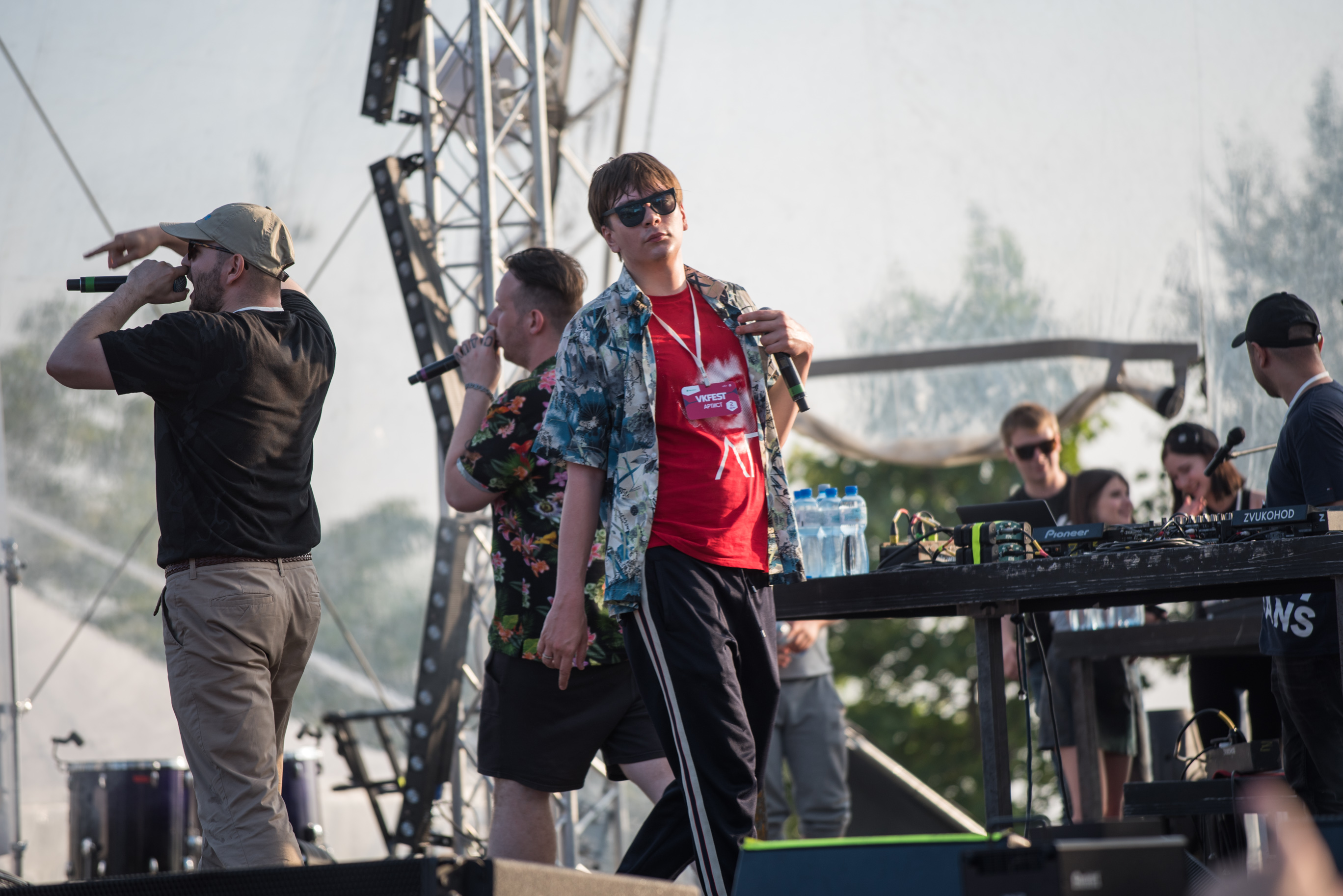
Выступление объединения «Антихайп» (слева направо: Замай, СД, Слава КПСС) на VK Fest 2018 в Санкт-Петербурге

В октябре 2017 года стало известно о том, что Вячеслав Машнов будет членом жюри в вокальном шоу «Успех» на телеканале СТС.
В октябре 2017 года вышел первый полноформатный студийный альбом под псевдонимом Слава КПСС «Солнце мёртвых».
2 апреля 2018 года Слава КПСС выпускает новый альбом под названием «Взрослая танцевальная музыка».
2 сентября, 2 октября и 2 ноября 2018 года выходят 3 совместных микстейпа Славы КПСС и Замая «Оверхайп» (1, 2 и 3).
28 января 2019 года Слава КПСС выпустил трек-дисс «Я буду петь свою музыку», где он высказался по поводу ареста рэпера Хаски, и рэперах, его поддержавших, а именно Oxxxymiron'е и Loqiemean'е, обвинив их в меркантильности и политической неграмотности. В этом же году 23 апреля был выпущен лонгмикс «Мы из Антихайпа» совместно с Замаем и Микси, который являлся пародией на лонгмикс «Reality» от участников команды Oxxxymiron'a — «Злые голуби», частью которой в ходе проекта «Fresh blood 4» являлся Микси. Данный лонгмикс вошёл в микстейп «ОТТЕНКИ БАРДА», который вышел 25 октября 2019.
15 мая 2020 года артист выпустил совместный микстейп «Rare Gods 4» с Джигли.
28 мая 2020 года в российский кинопрокат вышел британский фильм «Махинаторы», в котором Слава КПСС озвучил главного героя Дэйви. Картина основана на реальных событиях и рассказывает про молодого парня, решившего попробовать свои силы в качестве музыкального промоутера. События происходят в шотландском городе Данди в 1980-е годы.

### С 2020
9 сентября после 500-дневного ожидания нового релиза группу в рамках акции «500 дней без еже» на официальной странице группы «Ежемесячные» ВКонтакте появился пост, из которого стало известно, что "Слава КПСС больше не является участником рэп-группы «Ежемесячные».
4 октября 2020 года появилось часовое интервью Славы КПСС в рамках интернет-проекта «SpeakOut». В нём артист заявил, что 30 лет для него — переломный момент в жизни. Во время начавшейся пандемии Слава оказался в психиатрической больнице, где провёл два месяца. Причиной послужило его расставание с девушкой. После пребывания там пришёл к Богу и решил отказаться от всех вредных привычек. Также он заявил, что выпустит ещё один альбом и завершит карьеру рэпера. По его словам, «нет ничего более унизительного, чем стареющие рэперы». После завершения рэп-карьеры Слава планировал снять сериал на тему политической ситуации в России.
В полночь на 27 ноября вышел альбом «Чудовище, погубившее мир».
6 февраля 2021 года был задержан за участие в митинге 2 февраля в Санкт-Петербурге. Как сообщил его соратник, Хан Замай, рэпера искали несколько дней. На суде, состоявшемся 10 февраля, Слава КПСС получил 7 суток административного ареста по статье 20.1 КоАП РФ (мелкое хулиганство) за скандирование лозунгов «Лизай, а не кусай. Клитор — нежная штучка!» и «Долой испанскую инквизицию!». На следующий день после подачи апелляции срок ареста был сокращён до одних суток. Этот инцидент вызвал некоторый резонанс, а соответствующий тег вышел на первое место в российском Twitter.
9 июля 2021 года вышел записанный совместно с Замаем микстейп ANTIHYPETRAIN, состоящий из 101 трека.
22 октября 2021 года под псевдонимом Воровская лапа выпустил альбом FREEHOVA, название которого отсылает к аресту видеоблогера Юрия Хованского.
9 ноября 2021 года Слава выпустил дисс на Оксимирона, после его возвращения с треком «Кто убил Марка?». В треке Оксимирон рассказывает об отношениях с бывшим другом Шокком и подробности конфликта с Ромой Жиганом и развала Vagabund; о настоящей причине отказа от интервью Юрию Дудю; о психотерапии и злоупотреблении наркотиками. Дисс Вячеслава — ответ на трек Оксимирона. Трек презентовался на одном из стримов Славы, где, чтобы открыть клип, нужно было собрать 100 тысяч рублей донатами.
15 октября 2022 года высказал предположение, что вбойщик Салават KGBT+, главный герой одноимённого романа Виктора Пелевина, был списан именно с него после серии странных неопубликованных интервью.
21 октября 2022 года выпустил микстейп «Ангельское True».
30 декабря 2022 года выпустил мини-альбом «Бутер Бродский 2»
9 июня 2023 года выпустил альбом «ГОРГОРОД 2», являющийся сиквелом к альбому Оксимирона «Горгород». Альбом создавался на стримах Славы вместе со зрителями.
18 октября 2024 года выпустил альбом «Россия34». 13 декабря 2024 года выпустил альбом «Россия24». Первый альбом занял 4-е, а второй — 5-е место в топе 50 лучших альбомов за 2024 год по мнению журнала The Flow.

## Псевдонимы
- Слава КПСС — основной псевдоним, наиболее близкий к личности самого Вячеслава[6].
- Гнойный — используется для баттлов. Изначально принадлежал рэперу Овсянкин[5].
- Соня Мармеладова — используется для BPM-баттлов и «грайм-треков». Имя персонажа романа Достоевского «Преступление и наказание»[5].
- Валентин Дядька — используется для кавер-пародий композиций других исполнителей и постироничного «стёба» отдельных исполнителей и общественно-политических событий[5].
- Бутер Бродский — используется в экзистенциальном мрачном и печальном творчестве про русскую безысходность под биты с балалайками и духовыми[6]. Ранее использовался для баттл-выступлений[5].
- Птичий пепел — альтернативный псевдоним для бэдбарс-баттлов.
- Воровская Лапа — используется для пародирования речитатива новой школы рэпа. Постироничное амплуа. Под данным никнеймом выпускает шуточные треки, где читает мимо бита наивные тексты.
- Глеб Минёхин — используется для пародических поп-песен о ЛГБТ.
- Три дня говна — используется для создания пародических песен о кале. Сам псевдоним — «стёб» над группой «Три дня дождя».

Помимо этих, творчество Славы можно встретить и под несколькими десятками других псевдонимов. По его собственному заявлению, ему просто нравится придумывать разные никнеймы. Здесь можно ознакомиться с полным списком псевдонимов рэпера.

## Конфликты

### Конфликт с чеченской диаспорой
29 октября 2016 года в сообществе «Крепость Грозная» социальной сети «ВКонтакте» была опубликована запись с отрывком баттла Гнойного против Nongratta на SlovoFest, вышедшего 4 октября 2014 года, где исполнитель прочитал строки о занятии сексом с девушками чеченской, армянской, китайской и других национальностей. Чеченская диаспора сочла высказывание оскорбительным и объявила охоту на Вячеслава, начав с угроз в интернете, для того чтобы тот «ответил за свой гнойный рот». 31 октября ему пришлось удалиться из «ВКонтакте» по причине бездействия службы поддержки сайта, попросив прощения у «девушек Ичкерии», и начать скрываться. 3 ноября Гнойный принёс публичное извинение в видеообращении, после чего преследование рэпера прекратилось.

### Запрет въезда на территорию Украины
В 2017 году СБУ внесла Вячеслава Машнова в Перечень лиц, создающих угрозу национальной безопасности Украины, тем самым запретив ему въезд на территорию Украины. По информации службы, причиной запрета въезда «Гнойному» стали «действия и высказывания исполнителя, которые угрожают национальной безопасности». В СБУ не конкретизировали содержание этих действий, а также не сообщили срок, на который был запрещён въезд. Кроме того, народный депутат Украины Дмитрий Белоцерковец обвинил Вячеслава Машнова в украинофобии и обратился к прокуратуре АРК, чтобы запретить ему въезд в страну. Рэпера внесли в базу данных портала «Миротворец». Предпосылкой этого стала поездка Гнойного в Крым, а также то, что во время одного из своих выступлений он назвал украинцев «несуществующей нацией». Вячеслав Машнов в интервью говорит, что «[…] у меня нет никакой неприязни к украинцам […] у меня бабушка с Украины […] я сам могу сказать, что на четверть украинец».

## Взгляды и жизненная позиция
Гнойный известен отрицанием мировой культуры и тем, что придаёт противоположное значение общепринятому. В своих текстах он прибегает к «методу просвещённого нигилизма», рифмуя представления из высокой культуры с массовой[уточнить], использует ненормативную лексику. В одном из интервью Гнойный заявил, что группа «Ежемесячные», в которой он состоит, представляет собой настоящий андеграунд, который не пытается соответствовать ожиданиям определённым эталонам. По его словам, он никогда не откажется от предложений посетить популярные телепередачи, если ему за это заплатят, поскольку он и его группа будут последовательно препятствовать всякой попытке загнать их в конкретные рамки мейнстрима или андерграунда. На интервью с Ксенией Собчак он также заявил, что придерживается левых политических взглядов и вегетарианства.
В мае 2021 года стало известно, что рэпер будет баллотироваться в Государственную думу Российской Федерации от партии «Зелёная альтернатива». Информация оказалась шуткой, после которой партия обратилась к рэперу, но они не смогли договориться.
В 2022 году после начала войны в Украине остался на территории России не осудив военные действия. В баттле с Оксимироном в 2017 году поддерживал рэпера Рем Дигга, указывая на то, что он поет «за Донбасс»
В 2024 году совместно с другими артистами выступил на благотворительном концерте в помощь пострадавшему от обстрелов ВСУ населению Курской области

## Рэп-баттлы
Slovo Saint-Petersburg / Slovo SPB
- 2014 — Букер Д.Фред vs Гнойный (Отбор, 1 сезон) (победа)
- 2014 — Эгоист vs Гнойный (Top 16, 1 сезон) (победа 0:3)
- 2014 — Гнойный vs NikiTikiTavi (Top 8, 1 сезон) (победа 3:0)
- 2014 — Zaebatsu vs Гнойный (Полуфинал, 1 сезон) (победа 2:3)
- 2014 — Чейни vs Гнойный (Финал, SlovoSPB) (победа 1:3)

Slovo V SlovoFest
- 2014 — Гнойный vs. Nongratta (победа)

Slovo Краснодар
- 2015 — R.S’One vs. Гнойный

Slovo Хабаровск
- 2015 — Гнойный vs JesseJames (победа)

Slovo Moscow
- 2016 — Narek × Пачука vs Гнойный × Фаллен МС (2×2) (победа)

#SlovoSPB
- 2016 — Vs94ski vs Гнойный (Main Event) (победа)
- 2016 — Гнойный × Джиглипуф МЦ vs Хан Замай × Заебатсу (Блиц 2×2) (ничья)

- 2013 (1 сезон — «ПВБП») — Слава КПСС — участник:
  - «Промо к ПВБП» (при уч. Светло, Мочевой камень)
  - Очень приятный гремлин — «Промо к подпольному бателу»
  - «Аргумент» (1 раунд, № 34) (проход — 3/3)
  - «Марафон» (vs сигудай (gsz)) (2 раунд, 6 пара) (победа — 3:2)
  - «Раб или Царь» (vs kosyak) (3 раунд, 3 пара) (победа — 7:0)
  - «Бесконечность» (vs Jew Jitsu) (4 раунд, 2 пара) (победа — 5:4)
  - «Дочь Капитана» (vs Олег Харитонов) (5 раунд, Полуфинал, 1 пара) (поражение — 1:10)
  - «Напоследок» (vs prz) (6 раунд, 3 место) (победа — 7:3)
- 2013 (2 сезон — «ПВБ2») — Бутер Бродский — участник:
  - «ВОРУЮ ЧТОБЫ ЖИТЬ» (1 раунд, № 2) (проход — 3/3)
  - «Фальшивый мир» (vs Прямой эфир) (2 раунд, 1 пара) (победа — 4:1)
  - «Рузке кежуал» (vs крапивный) (3 раунд, 1 пара) (победа — 7:0)
  - «Полжизни в бетонной коробке» (vs ione$499) (4 раунд, 1 пара) (победа — 9:0)
  - «Библиотека беспредельна» (vs prz) (5 раунд, 1 пара) (победа — 11:0)
  - «я ненавижу рэп» (vs Рассольникoff) (6 раунд, 1 пара) (поражение — 6:7)
- 2014 (3 сезон — «ПВБ3») — мс календула — участник:
  - «как наебать весь мир» (1 раунд)
  - «Я бы сделал все по-другому» (2 раунд)
  - «Хардкорная возня» (3 раунд)
  - «Троллейбус» (4 раунд)
- 2016—2017 (5 сезон — «ПВБ5») — Слава КПСС — судья.

- 2012 (1 сезон — «ПДДБ») — СИРЕНЕВАЯ СТОРОНА ЕБЛА ОПУХШАЯ — участник:
  - «Мой любимый торрент-треккер» (1 раунд)
  - «Дети подземелий» (2 раунд)
  - «Лови момент» (3 раунд)
- 2013 (2 сезон — «ПКДДБ») — Сиротки (Слава КПСС & Ваня Светло) — участники:
  - «На дне» (1 раунд)
  - «КАК УМЕР БАТОЛ» (2 раунд)
  - «Пьяная драка» (3 раунд)
  - «Я ЛИЗАЛ ПИЗДУ ОКСАНЕ МИРОНОВОЙ» (4 раунд)
  - «ТЁМНАЯ СТОРОНА» (Финал)

Свободный стиль
- 2011 (3 сезон— «СС3») — Мц Перец Хилтон — участник:
  - «План Б» (1 раунд)

SaSiSa Hip-Hop Battle
- 2011 (2 сезон) — Слава КПСС — участник:
  - «Первый(Отборочный)» (проход)
  - «Второй отборочный»
- 2012 (3 сезон) — Леонтьев Валера — участник:
  - «Первый(Отборочный)» (проход)
  - «Второй отборочный» (проход)
  - «Третий отборочный»

Подвал образцового содержания
- 2013 (1 сезон — «ПОС») — Мц Бакласан — участник:
  - «Нинзя» (1 раунд) (проход 3/3; во втором раунде не участвовал)

Versus × #SlovoSPB
- 2016 — Эрнесто Заткнитесь × Гнойный
- 2017 — Oxxxymiron vs Слава КПСС (Гнойный) (победа — 0:5)

140 BPM Battle
- 2016 — Edik_Kingsta × Соня Мармеладова (победа)

Versus BPM
- 2016 — Rickey F vs Соня Мармеладова

Рвать на битах
- 2017 — #SlovoSPB (Ден Чейни / MickeyMouse) × «Антихайп» (Слава КПСС / Замай)
- 2017 — «Ежемесячные» (Слава КПСС / Fallen MC) × «Бесславные ублюдки» (Эрнесто Заткнитесь / Майти Ди)

15 независимый Баттл «Hip-Hop.ru»
- 2013 — КПСС — участник
  - «Что сказать вам на прощание» (1 отборочный раунд, проход)
  - «Искренность намерений» (2 отборочный раунд, вылет)

16 независимый баттл «Hip-Hop.ru»
- 2017 — Слава КПСС — участник:
  - «На этот раз всё будет иначе» (1 раунд)

Лига Гнойного
- 2018 — Матвей Облепиха × Птичий Пепел vs Николай Сополев × Серж Горловой

РэпЙоу баттл
- 2018 — DK VS Соня Мармеладова

Кубок МЦ
- 2019 — Гнойный × Fallen MC VS Олег Монгол × Zip.Zipulya (Dance Bars) (поражение — 0:1)

Youtube-канал «Слава КПСС»
- 2022 — Гнойный VS Чейни

Первый Зависимый баттл
- 2024 — Ваномаг — участник
  - «Магия» (1 отборочный раунд, проход)
  - «За всё надо платить» (2 отборочный раунд, проход) (33/35 баллов)
  - «Не по сценарию» (VS Хрустальное бедро) (3 раунд, проход) (10/8)
  - «Дела громче слов» (VS Кейп) (4 раунд, проход) (13/8)
  - «Сопутствующий ущерб» (VS T!MMI) (5 раунд, вылет) (10/13)

Blink Battle
- 2024 — Воровская Лапа VS Маз Корж

## Дискография
Студийные альбомы
- «Солнце мёртвых» (2017)
- «Взрослая танцевальная музыка» (2018)
- «Чудовище погубившее мир» (2020)
- «Бутер Бродский 2» (2022)
- «Горгород 2» (2023)
- «Любимые Песни Настоящих Людей» (2023)
- «Россия34» (2024)
- «Россия24» (2024)
- «Россия14» (2025)

Совместные альбомы
- «Чай вдвоём» (2017, совместно с Aux)
- «Оверхайп» (2018, совместно с Замаем)
- «Оверхайп 2» (2018, совместно с Замаем)
- «Оверхайп 3» (2018, совместно с Замаем)

Микстейпы
- Катафалка (2014)
- «#Немимохайпамикстейп: Вход в реп игру» (2015, совместно с Замаем)
- Русское поле (2016)
- EDM LSP Mix (2016, как Валентин Дядька)
- Hype Train (2016, совместно с Замаем)
- Bootleg (2017)
- Rare Gods 3 (2018, совместно с Джигли)
- «Видьма» (2019, совместно с Сашей Куромушкой как Валентин Дядька х Валентина Тётька)
- «Оттенки барда» (2019)
- Rare Gods 4 (2020, совместно с Джигли)
- Bootleg, Vol.2 (2020)
- Antihypetrain (2021, совместно с Замаем)
- Freehova (2021, как Воровская лапа)
- «Красота и юродство» (2022, как Валентин Дядька)
- Suspicious Teenage Music (2022, как Валентин Дядька)
- Ангельское True (2022)
- «Геометрия кала» (2023, как Три дня говна)
- «Сияние лапы» (2023, как Воровская лапа)
- «Застольные психоделические песни» (2024, как Валентин Дядька)